# Bibliotheca Palatina

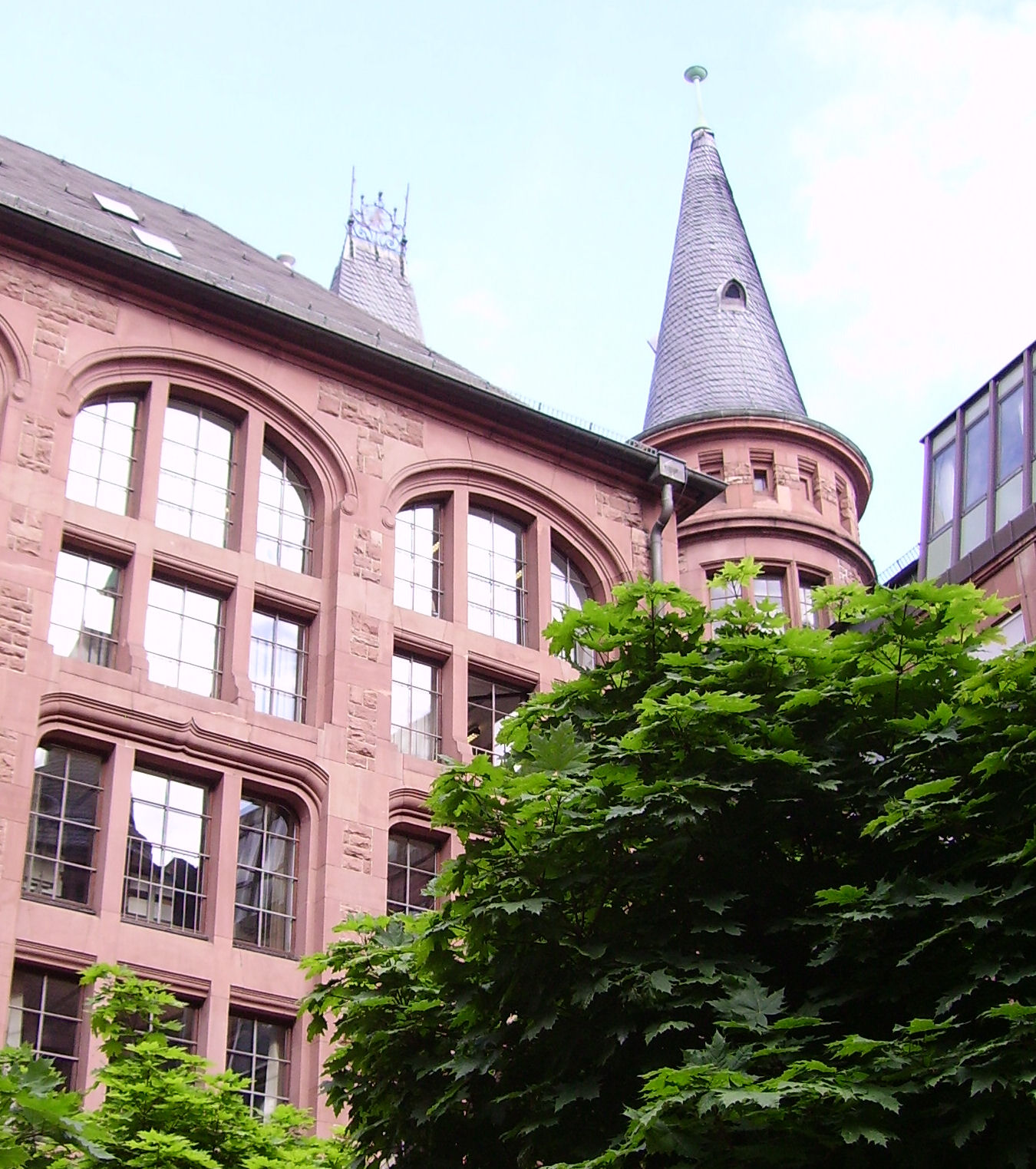
Budynek biblioteki uniwersyteckiej w Heidelbergu

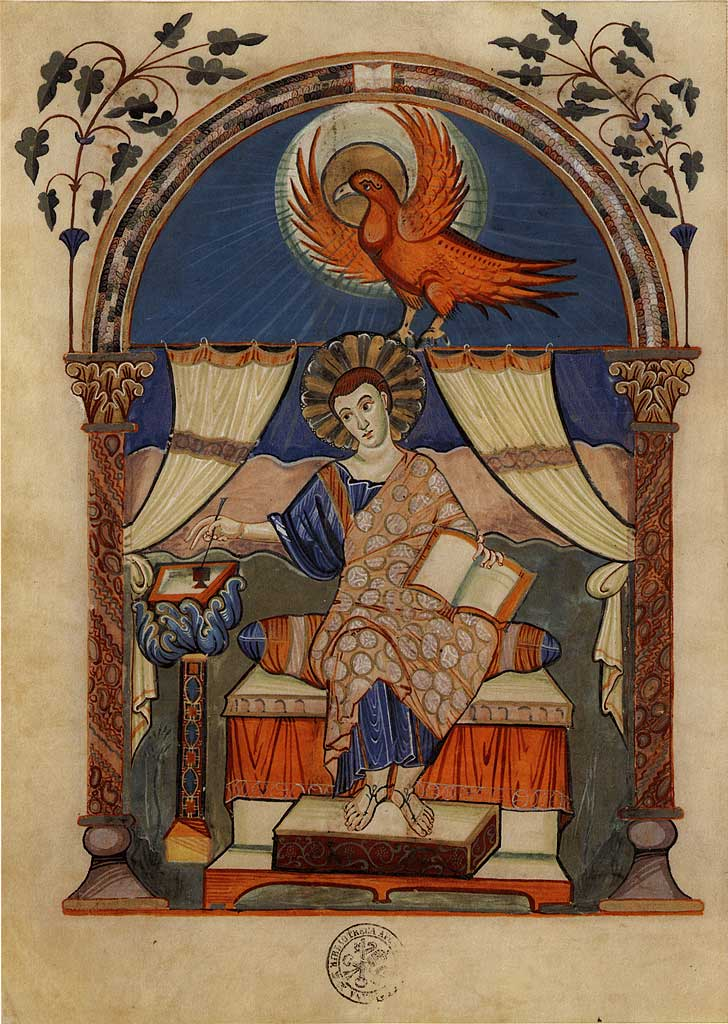
Ewangeliarz z Lorsch, Jan Ewangelista

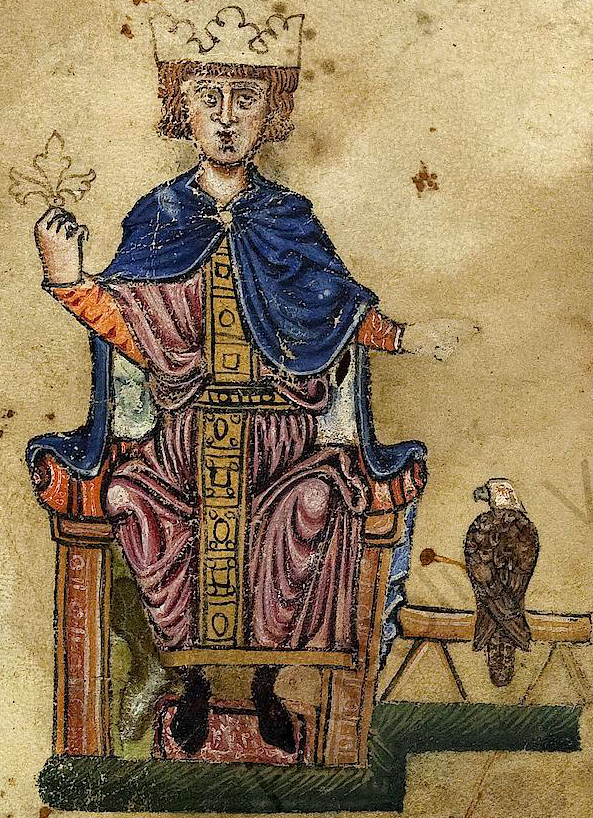
Fryderyk II w księdze De arte venandi cum avibus (pol. O sztuce polowania z ptakami)

Bibliotheca Palatina – jedna z najważniejszych niemieckich bibliotek renesansu, mieszcząca się w Heidelbergu do początku XVII w. Posiadała bogate zbiory średniowiecznych rękopisów oraz inkunabułów, nazywana “matką bibliotek”. Obecnie, dawne zbiory Bibliotheca Palatina znajdują się m.in. w Bibliotece Watykańskiej i w bibliotece Uniwersytetu w Heidelbergu.

## Historia
Początki biblioteki sięgają pierwszych zbiorów zapisanych w 1421 przez księcia elektora Palatynatu Ludwika III (1410-1436) uniwersytetowi w Heidelbergu. Po śmierci Ludwika zbiory zostały udostępnione profesorom wszystkich fakultetów w kościele św. Ducha w Heidelbergu.
Z inicjatywy księcia Ottona Henryka (1556-1559) zbiory te połączono z biblioteką uniwersytecką oraz biblioteką pałacową, tworząc Bibliotheca Palatina. Nowa biblioteka powstała na wzór biblioteki uniwersytetu w Wittenberdze, lecz w przeciwieństwie do niej nie znajdowała się na zamku a w centrum miasta, w kościele św. Ducha. Po wprowadzeniu reformacji, konsolidacja biblioteki oraz przemianowanie uniwersytetu na wyższą szkołę ewangelicką, pozwoliły Ottonowi Henrykowi stworzyć potężne centrum edukacji protestanckiej.

### Zbiory
Biblioteka posiadała między innymi: Ewangeliarz z Lorsch (niem. Lorscher Evangeliar) ze szkoły dworskiej Karola Wielkiego, Codex Manesse (cpg 848) oraz Falkenbuch (De arte venandi cum avibus, cpl 1071) cesarza Fryderyka II.
Po śmierci jednego z najbogatszych kupców z Augsburga, Ulricha Fuggera (1526-1584), biblioteka otrzymała 86 cennych manuskryptów, m.in. rękopis Ottfrieda von Weißenburga (cpl 52), dzieło Kopernika De revolutionibus oraz ilustrowany manuskrypt Zwierciadła saskiego (cpg 164). Joseph Scaliger uważał, że biblioteka Fuggera posiadała dzieła cenniejsze od papieskiej.
Na początku XVII w. biblioteką zarządzał filolog Jan Gruter (1560-1627), znany jako wydawca Inscriptiones antiquae totius orbis Romanae. Czynił systematyczne zakupy literatury niemieckiej oraz światowej, m.in. takich autorów jak: Jakob Wimpheling, Eobanus Hessus, Denis Godefroy, Marquard Freher czy Martin Opitz.

### Wojna trzydziestoletnia
Posiadając tak cenne zbiory, biblioteka uchodziła za “matkę wszystkich bibliotek”. Katolicy uważali ją za siedlisko herezji z uwagi na bogatą kolekcję teologicznych dzieł protestanckich. Kiedy w sierpniu 1622 r. Palatynat został zdobyty przez wojska ligi katolickiej pod dowództwem Tilly’ego, książę bawarski Maksymilian I chciał przenieść bibliotekę do Monachium. Musiał jednak odstąpić od tego zamiaru z uwagi na osobistą prośbę papieża Grzegorza XV, który zarządził przewiezienie biblioteki do Rzymu. Jedynie tzw. Biblia Ottona Henryka oraz śpiewnik Ottona Henryka znalazły się w Monachium.
Wywóz zbiorów do Rzymu organizowany był już od grudnia 1622 r. przez wysłańców papieskich oraz późniejszego bibliotekarza Biblioteki Watykańskiej Leo Allatiusa (1586-1669).  Do Watykanu zabrano również wybrane egzemplarze ze zbiorów innych bibliotek w Heidelbergu, m.in. z prywatnej biblioteki książęcej, biblioteki uniwersyteckiej, kancelarii książęcej oraz prywatnych zbiorów Jana Grutera ostatniego bibliotekarza Bibliotheca Palatina.
W sierpniu 1623 r. Biblioteka Watykańska otrzymała  184 skrzynie z ok. 3.500 manuskryptów oraz 12.000 starodruków, w większości pozbawionych okładek, by zmniejszyć ciężar ładunku. Druki te zostały ponownie oprawione w XVII w. Ponieważ już Otto Henryk pooprawiał większość ksiąg, w zbiorach Palatiny rzadko trafiają się egzemplarze z oryginalną okładką sprzed 1550 r.
Zgodnie z postanowieniami traktatu z Tolentino (1797) papież podarował 37 manuskryptów Republice Francuskiej. Podarunek został zdeponowany w Bibliotece Narodowej w Paryżu. Na mocy ustaleń kongresu wiedeńskiego dotyczących zwrotu dzieł sztuki zagrabionych przez Francję, manuskrypty te zwrócono Niemcom a nie Rzymowi. W 1816 r. książę pruski Karl August von Hardenberg oraz Ignaz Heinrich von Wessenberg uprosili papieża Piusa VII, by podarował niemieckojęzyczne manuskrypty uniwersytetowi w Heidelbergu. 852 manuskrypty wróciły do biblioteki uniwersyteckiej w Heidelbergu w 1816 r.

### Czasy współczesne
Liczne starodruki oraz rękopisy w innych językach (niż jęz. niemiecki) znajdują się do tej pory w zbiorach watykańskich. Większość starodruków należy do kolekcji Stampati Palatini. W latach 1989-95 wydawnictwo Saur-Verlag z Monachium sporządziło mikrofilmy i opublikowało ponad 21.000 mikro-fiszek.
W 1998 r. biblioteki uniwersytecka i miejska w Kolonii odnalazły 67 tomów pochodzących z dawnych zbiorów Bibliotheca Palatina.
Od 2003 r. 27 ilustrowanych manuskryptów z Bibliotheca Palatina jest dostępnych w formacie elektronicznym.